# USS LST-478

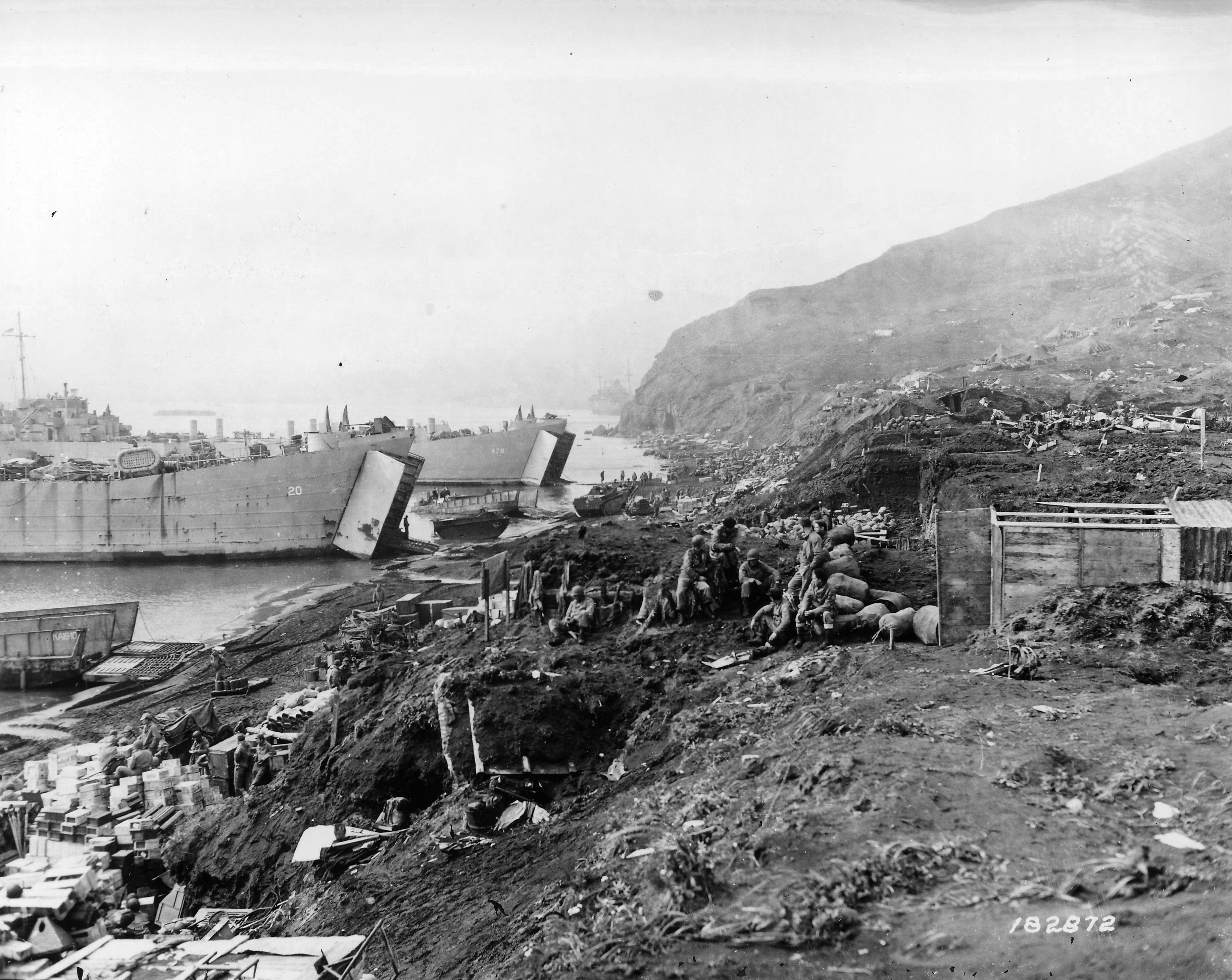
Durante a Segunda Guerra Mundial, os navios de desembarque USS LST-478 e USS LST-20 participaram de uma operação de descarregamento na Ilha Kiska, Alasca, em 23 de agosto de 1943. Ao longe, a embarcação japonesa Nozina Maru encalhada após bombardeio

O USS LST-478 foi um navio de guerra norte-americano da classe LST que operou durante a Segunda Guerra Mundial.